# 山腳 (臺中市大甲區)
山腳，是臺灣臺中市大甲區的一個傳統地域名稱，位於該區南半葉中部偏東南。相較於今日行政區，其範圍大致包括岷山里、中山里、朝陽里不含西南部、大甲里不含西北部、薰風里不含西南端、南陽里不含最西端。
本地區鐵路以西地區已發展成為大甲市區的一部分。

## 歷史
台灣清治末期，山腳地區為一街庄，稱為「山腳庄」，隸屬於苗栗三堡。該庄東北與頂店庄為鄰，東南與大甲東庄為鄰，南邊及西南邊為內水尾庄、外水尾庄，西北邊為庄尾庄、大甲街、營盤口庄。
1901年（日明治三十四年）11月，全台廢縣廳改設二十廳，該庄隸屬於苗栗廳。1903年（明治三十六年）6月，該庄編入「大甲區」，仍隸屬於苗栗廳。1909年（明治四十二年）10月，全台二十廳合併為十二廳，苗栗廳廢止，大甲區改隸屬於臺中廳。1920年（大正九年），全台地方制度大改正，該庄改制為「山腳」大字，隸屬於臺中州大甲郡大甲庄，大字下有「頂山腳」、「下山腳」小字名。1933年，大甲庄升格為大甲街。
戰後大甲街改制為大甲鎮，隸屬於臺中縣，大字亦改制為里。1950年10月，中、彰、投分治，大甲鎮隸屬不變。2010年12月，隨著臺中縣、市合併為直轄臺中市，大甲鎮改制為大甲區。

## 聚落
本地區發展較早的聚落為頂山腳（田中央仔），在日治期初期的官方地圖上已有記載。此外，本地區尚有山腳、東陽新村等聚落。

## 交通
台鐵海線大致以北北東—南南西走向經過山腳地區中部偏西地帶，境內設有大甲車站，屬二等站，各級列車均有停靠。由此可前往台鐵沿線各站。
市道132號（文武路、中山路一段、水源路、甲后路五段）是大安港至后里的道路，大致以西北－東南走向蜿蜒經過本地區中部。由該道路向西北可前往大安港並止於區道中7線，向東南可前往外埔、后里並止於台鐵后里車站。
區道中24線（開元路）是大甲東至三崁頭的道路，其西側端點位於本地區中部偏東北的市道132號路口。由此向蜿蜒出境後可前往頂店南部、鐵砧山腳，再轉南可前往馬鳴埔、六分、磁磘的三崁頭並止於市道132號舊線（甲后路三段）路口。
區道中26線（甲東路）是外水尾至五崁腳的道路，其西側端點位於本地區南部市道132號路口。由此向東蜿蜒而行，經致用高中出境後可前往大甲東、馬鳴埔、廍子、土城、五崁腳並止於區道中33線路口。

## 學校
- 大甲高中
- 致用高中
- 東陽國小